# Clanranald Trust for Scotland

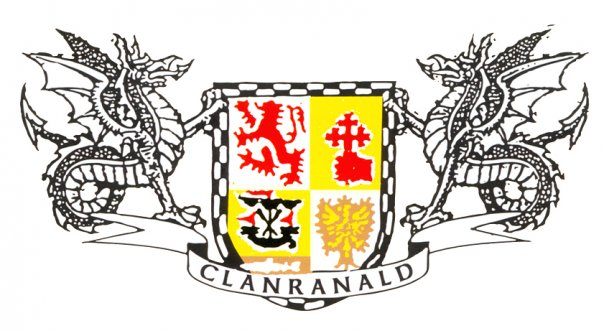
Wappen des Clanranald Trust for Scotland

Clan Macdonald of Clanranald

Der Clanranald Trust for Scotland ist eine anerkannte gemeinnützige Organisation aus Schottland. Sie wurde im Jahre 1995 gegründet, der Vorstandsvorsitzende ist Charlie Allan.

## Zielsetzung
Zweck ist in erster Linie, die schottische Kultur und das schottische Erbe durch Unterhaltung und Bildung zu erhalten und zu verbreiten.

### Aktivitäten
- Mittelalterfort Duncarron – Hauptbauprojekt: Replika einer mittelalterlichen Burg mit Burghof als eine interaktive bildende Besucherattraktion
- Aufklärerische Aktivitäten für Schulen, private und öffentliche Veranstaltungen
- Combat International – das offizielle Clanranald-Kampfteam für Stunts in Film- und Fernsehproduktionen
- Zusätzliche Dienste für die Filmindustrie (Schauspieler, Kampftraining, Schlachtchoreografie, Filmmusik, Videoproduktionen usw.)
- Mittelalterlicher Kampfkunstunterricht – Trainieren von mittelalterlichen Kampfmethoden durch die Scottish Federation of Medieval Martial Arts (SFMMA). Viele Unterrichtsteilnehmer machen beim Combat International-Team mit
- Handel, Herstellung und Belieferung von mittelalterlichen Kostümen, thematische Raumausstattungen
- Ahnenforschung und Forschungsdienste für schottische Geschichte

### Jugendarbeit und soziales Engagement
Wöchentlich arbeitet der Trust mit Gruppen folgender Einrichtungen zusammen: Falkirk Council Justice Reform Services, Stirling New Deal Programm für Langzeitarbeitslose und North Lanarkshire Community Service Programm. Der Trust ist stark an der aktiven Unterstützung von jungen Menschen, die bisher in schulischer, sozialer und wirtschaftlicher Hinsicht benachteiligt wurden, interessiert. Sie bekommen die Gelegenheit, sich an Projekten zu beteiligen, dadurch sollen ihre Fähigkeiten und ihr Potential gefördert werden. Langzeitarbeitslosen und ehemaligen Soldaten soll der Weg zurück in das normale Alltagsleben ermöglicht werden.

## Geschichte
Im Jahre 1995 wurde der Entschluss gefasst, ein originales mittelalterliches Dorf nachzubauen, um das Leben und die Kultur Schottlands in jener Zeit zu veranschaulichen. Der Trust wurde gegründet und die Erlöse und Spenden, die durch die verschiedenen Aktivitäten (siehe oben) eingenommen werden, fließen in dieses Projekt. So konnten bisher über 2.800.000 Euro dem Bau von Duncarron zur Verfügung gestellt werden. Ein großer Unterstützer ist der Filmschauspieler Russell Crowe, mit dem der Vorsitzende Charlie Allan eng befreundet ist.